# Nathan Kress

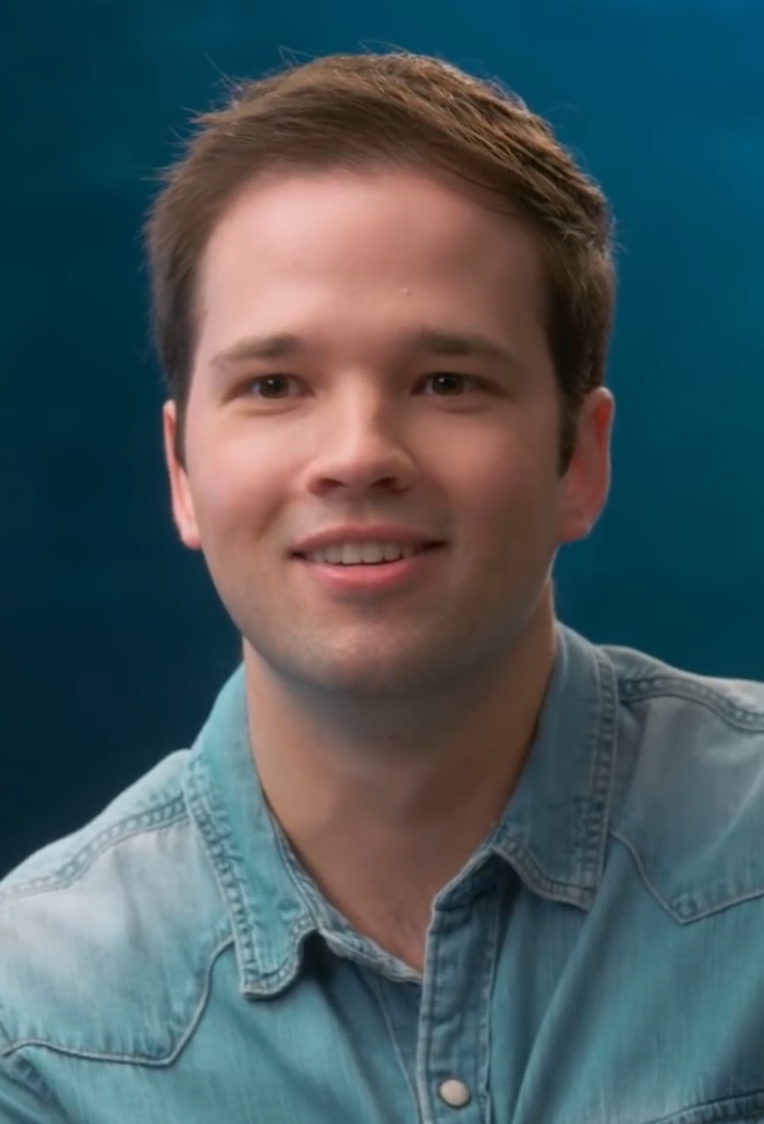
Nathan Kress (2019)

Nathan Karl Kress (* 18. November 1992 in Glendale, Kalifornien) ist ein US-amerikanischer Schauspieler, Synchronsprecher und Regisseur.

## Leben und Karriere
Nathan Kress’ erstes Engagement war 1998 als Sprecher in Schweinchen Babe in der großen Stadt. Ab 2005 folgen weitere, meist kleine Schauspielrollen und – auch wenn er hauptsächlich Schauspieler ist – Tätigkeiten als Synchronsprecher in Animationsserien.
Von 2007 bis 2012 spielte Kress in der Nickelodeon-Serie iCarly und den zugehörigen Fernsehfilmen die Hauptrolle des Fredward „Freddie“ Benson, den technischen Produzenten von Carlys gleichnamiger Webshow. In der Serie Star Wars Rebels sprach Kress den bekannten Star Wars Charakter Wedge Antilles. 
Am 15. November 2015 heiratete Kress seine Freundin London Elise Moore in Sierra Madre, nachdem sie sich Ende Mai 2015 verlobt hatten. Beide sind Eltern zweier Töchter (* 2017, * 2021) sowie eines Sohnes (* 2023).

## Filmografie (Auswahl)

### Als Schauspieler
Filme
- 1998: Schweinchen Babe in der großen Stadt (Babe: Pig in the City, Stimme)
- 2008: Gym Teacher: The Movie (Fernsehfilm)
- 2008: iCarly: Trouble in Tokio (iCarly: iGo to Japan, Fernsehfilm)
- 2009: iCarly: Vier Fäuste für iCarly (iCarly: iFight Shelby Marx, Fernsehfilm)
- 2011: iCarly: Party mit Victorious (iCarly: iParty with Victorious, Fernsehfilm)
- 2011: Game of Your Life (Fernsehfilm)
- 2012: iCarly: Ciao Carly (iCarly: iGoodbye, Fernsehfilm)
- 2014: Storm Hunters (Into the Storm)
- 2016: Tell Me How I Die
- 2017: Alexander IRL

Fernsehserien
- 2005: Dr. House (House, Folge 2x06)
- 2006: Generation Ninja (Shuriken School, Folge 1x01, Stimme)
- 2006: Standoff (Folge 1x05)
- 2007: Without a Trace – Spurlos verschwunden (Without a Trace, Folge 5x13)
- 2007: Hotel Zack & Cody (The Suite Life of Zack & Cody, Folge 2x35)
- 2007: Drake & Josh (Folge 4x16)
- 2007: Ganz schön schwanger (Notes from the Underbelly, Folge 1x08)
- 2007–2012: iCarly (93 Folgen)
- 2010: CSI: Vegas (CSI: Crime Scene Investigation, Folge 10x15)
- 2010: True Jackson (True Jackson, VP, Folge 2x13)
- 2010: Die Pinguine aus Madagascar (The Penguins of Madagascar, Folge 2x07, Stimme)
- 2011: Victorious (Folge 2x09)
- 2014: Sam & Cat (Folge 1x23)
- 2014: Video Game High School (Webserie, 3 Folgen)
- 2014: Henry Danger (Folge 1x08)
- 2014: Hawaii Five-0 (Folge 5x08)
- 2014: Major Crimes (Folge 2x19)
- 2014: Growing Up Fisher (Folge 1x08)
- 2016–2017: Star Wars Rebels (5 Folgen, Stimme)
- 2017: Game Shakers – Jetzt geht’s App (Game Shakers, Folge 2x17)
- 2018: LA to Vegas (Folge 1x01)
- 2018–2019: Pinky Malinky (21 Folgen, Stimme)
- 2021–2023: iCarly (33 Folgen)

### Als Regisseur
- 2015–2020: Henry Danger (11 Folgen)
- 2016–2017: Game Shakers – Jetzt geht’s App (Game Shakers, 5 Folgen)
- 2021–2023: iCarly (5 Folgen)